# آندريا روث
آندريا روث (بالإنجليزية: Andrea Roth)‏ (و. 1967  م) هي ممثلة تلفزيونية، وممثلة أفلام كندية، ولدت في وودستوك، أونتاريو.

## وصلات خارجية
- آندريا روث على موقع IMDb (الإنجليزية)
- آندريا روث على موقع ألو سيني (الفرنسية)
- آندريا روث على موقع أول موفي (الإنجليزية)
- آندريا روث على موقع قاعدة بيانات الأفلام السويدية (السويدية)
- آندريا روث على موقع إن إن دي بي (الإنجليزية)
- آندريا روث على موقع قاعدة بيانات الفيلم (الإنجليزية)
- آندريا روث على موقع كينوبويسك (الروسية)